# Carbonila

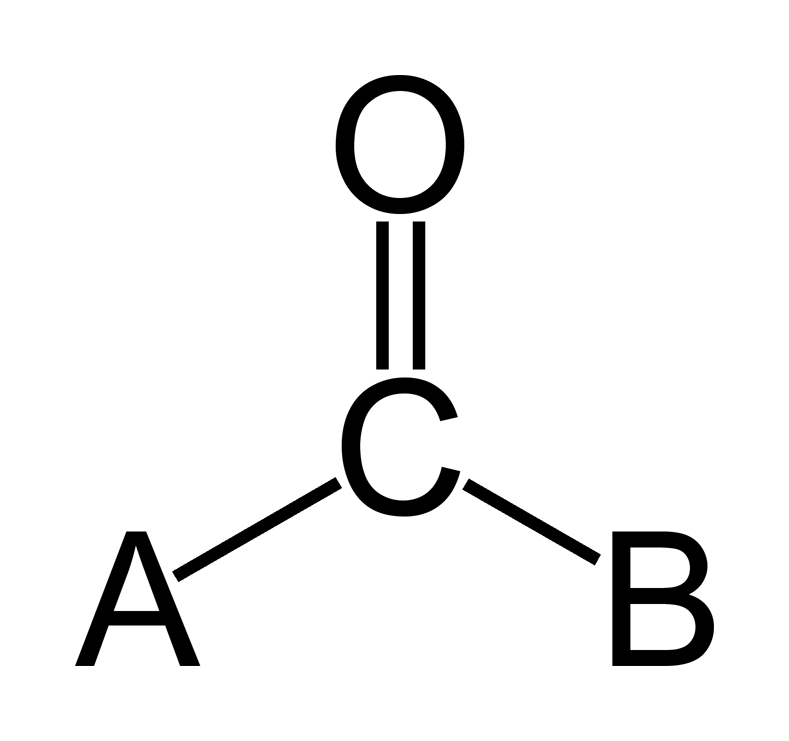
Grupo carbonila

Em química orgânica, carbonila (português brasileiro) ou carbonilo (português europeu) é um grupo funcional constituído de um átomo de carbono e um de oxigênio, ligados por ligação dupla, que entra na composição de aldeídos, cetonas, ácidos carboxílicos, ésteres, haletos ácidos e amidas.
A palavra carbonilo pode referir-se também ao monóxido de carbono como ligante em um complexo inorgânico ou organometálico (e.g. níquel carbonilo); neste caso, o carbono tem uma ligação dupla com o oxigênio.
Um grupo carbonilo caracteriza os tipos seguintes de compostos (-CO quer dizer um grupo carbonilo):
| Composto          | Estrutura         | Fórmula         |
| ----------------- | ----------------- | --------------- |
| Aldeído           | Aldeído           | RCHO            |
| Cetona            | Cetona            | RCOR'           |
| Ácido carboxílico | Ácido carboxílico | RCOOH           |
| Éster             | Éster             | RCOOR'          |
| Amida             | Amida             | RCONR'R"        |
| Enona             | Enona             | RCOC(R')=CR"R"' |
| Cloreto de ácido  | Cloreto de acila  | RCOCl           |
| Anidrido          | Anidrido          | (RCO)2O         |

## A reatividade
O oxigênio é mais eletronegativo que o carbono, então atrai a densidade de elétrons do carbono para aumentar a polaridade da ligação. Então, o carbono carbonilo se torna mais eletrofílico, o que aumenta sua reatividade com os nucleófilos.
Os grupos carbonilos podem ser reduzidos pelos reativos hidretos como NaBH4 e LiAlH4, e pelos reativos organometálicos como os reativos organolítios e os reativos de Grignard.
As outras reações importantes deste grupo incluem:
- Redução de Wolff-Kishner
- Redução de Clemmensen
- Conversão em tioacetais
- Hidratação aos hemiacetais e aos hemicetais, e logo aos acetais e aos cetais
- Reação com o amoníaco e com as aminas primárias, produzindo iminas
- Reação com os hidroxilaminas, produzindo oximas
- Reação com o ânion cianeto, produzindo cianidrinas
- Oxidação com as oxaziridinas, produzindo α-hidroxicetonas (ou α-hidroxialdeídos).
- Reação com o reativo de Tebbe ou com um reativo de Wittig, produzindo alquenos.
- Reação de Perkin
- Reação de Tischenko
- A condensação aldólica, produzindo compostos β-hidroxicarbonilos e logo compostos carbonilos α,β-insaturados.
- A reação de Cannizzaro, produzindo álcoois e ácidos carboxílicos

## Compostos carbonilos α,β-insaturados
Os compostos carbonilos α,β-insaturados são uma classe importante dos compostos carbonilos com a estrutura geral Cβ=Cα−C=O. Nestes compostos o grupo carbonilo é conjugado com um alqueno, e deste vem algumas propriedades especiais.  Alguns exemplos de compostos carbonilos α,β-insaturados são a acroleína, o óxido de mesitila, o ácido acrílico, e o ácido maleico. Os compostos carbonilos insaturados podem preparar-se no laboratório também pela reação aldólica ou pela reação de Perkin.
O grupo carbonilo, seja aldeído ou ácido, se tem removidos os elétrons do alqueno, e então o grupo alqueno em um composto carbonil insaturado é desativado até um electrófilo como o bromo ou o cloreto de hidrogênio. Como regra geral, com os eletrófilos assimétricos, o hidrogênio se agrega à posição α em uma adição eletrofílica.
Por outra parte, estes compostos são ativados até os nucleófilos na adição nucleofílica.

## Espectroscopia
- Espectroscopia infravermelha: a ligação dupla C=O  absorve a luz infravermelha dos comprimentos de onda aproximadamente entre 1680–1750 cm−1. Esta zona de absorção se chama o "estiramento carbonilo" quando se vê em um espectro de absorção infravermelha.
- Ressonância magnética nuclear: a ligação dupla C=O mostra ressonâncias diferentes, dependendo dos átomos vizinhos.
- Espectroscopia de massa.

## Outros compostos carbonilos orgânicos
- Ureia
- Carbamatos

## Compostos carbonilos inorgânicos
- Dióxido de carbono
- Fosgênio